# Asociación por la Democracia Colimense
Asociación por la Democracia Colimense (ADC) es un partido político mexicano del estado de Colima, siendo así el único de este tipo en el estado. La historia del partido político se remonta a principios del mes de diciembre de 2001 con la formación de un grupo de ciudadanos encabezados por Carlos Vázquez Oldenbourg. El mes de julio de 2002 hicieron una solicitud formal al Instituto Electoral del estado de Colima y en enero de 2003 entregaron los documentos y declaración de principios requeridos. El 6 de febrero de 2003, el IFE otorgó la aprobación de ADC como partido político. El 6 de junio del 2003 compitieron por primera vez en las elecciones estatales de Colima de 2003, obteniendo el 6% del total de los votos y logrando una diputación para el congreso y dos regidurías, la de Villa de Álvarez y la de Tecomán. Para las elecciones extraordinarias de Colima de 2003 formaron una coalición con el Partido Acción Nacional y el Partido de la Revolución Democrática en favor de Antonio Morales de la Peña. Durante las elecciones estatales extraordinarias de Colima de 2005 formó la coalición "Locho me da confianza" con el Partido Acción Nacional en favor del candidato Leoncio Morán Sánchez.